# Schrankia mesoscia
Schrankia mesoscia är en fjärilsart som beskrevs av Turner 1933. Schrankia mesoscia ingår i släktet Schrankia och familjen nattflyn. Inga underarter finns listade.